# پاترسدورف
پاترسدورف (به آلمانی: Patersdorf) یک شهر در آلمان است که در بایرن واقع شده‌است.

## خصوصیات
پاترسدورف ۱۷٫۰۴ کیلومترمربع مساحت دارد ۵۰۳ متر بالاتر از سطح دریا واقع شده‌است.